# Molly Schuyler
Molly Schuyler (Bellevue, Nebraska; 1979) és una menjadora competitiva estatunidenca. El 2013, va signar amb l'organització d'alimentació competitiva All Pro Eating. Ha afirmat que quan engoleix el menjar "normalment se l'empassa sencer" sense mastegar-lo.

## Carrera professional
L'agost de 2012, es va convertir en la primera dona a completar l'Stellanator, un repte gastronòmic a l'Stella's Bar and Grill de Bellevue, Nebraska. El sandvitx Stellanator incloïa sis hamburgueses, sis ous, sis trossos de formatge i sis trossos de bacó, coberts amb ceba fregida, jalapeños, enciam, tomàquets, cogombrets, dos panets i maionesa.
El setembre de 2012, es va convertir en la primera dona a intentar (i guanyar) el repte "Goliath" de Sinful Burger a Bellevue, Nebraska, 5 lliures (2,3 kg) d'aliments que inclou dos 1,5 lliures (680 g) hamburgueses amb deu llesques de formatge, enciam, tomàquet i ceba, entre dos trossos grans de pa de motlle indi, amb 1 lliura (450 g) ració de patates fregides. Va establir un nou rècord per al repte Goliath, 17 minuts i tres segons. Sinful Burger va canviar així el nom de Randy's Wall (per Randy Santel, que tenia el rècord anterior del repte) a Molly's Wall.
L'octubre de 2012, va guanyar el Pig Wings Challenge a Starsky's a Omaha, Nebraska, que anteriorment havia aparegut al programa Man v. Food Nation de Travel Channel, en 38 minuts. Més tard va acabar el repte Pig Wing en menys de 12 minuts. Aquell mateix mes es va convertir en la primera dona a intentar (i guanyar) el repte Big Axe Calzone, organitzat per Old River Pizza Company a Council Bluffs, Iowa. Va acabar en 11 minuts i 23 segons, un rècord per al repte. També aquell mateix mes, Schuyler i el seu amic Tyler Danforth es van menjar la Big Joe Pizza a Frank's Pizzeria, a Nebraska, en 28 minuts. Big Joe pesa 12 lliures (5,4 kg) de pizza: 4 lliures (1,8 kg) de crosta, 2 lliures (910 g) de formatge, 2 lliures (910 g) de pepperoni, 2 lliures (910 g) de salsitxa i 26 unces (740 g) de salsa, i dos aspirants se l'han de menjar en una hora per guanyar.
Més tard, a l'octubre, Schuyler es va convertir en la primera persona a intentar (i guanyar) el repte de la pizza de la mort de la Nebraska Brewing Company, unes 5 lliures (2,3 kg) pastís cobert amb salsa feta amb pebrots fantasma. Va acabar en 24 minuts i 56 segons. Com que va ser la primera persona a guanyar el repte, va poder posar nom a la pizza, i la va anomenar "Molly's Humble Pie". El 10 de novembre de 2012, va derrotar Randy Santel en un enfrontament Goliath Challenge, acabant en 6 minuts i 43 segons.
El desembre de 2012, es va convertir en la primera dona a guanyar l'Adam Emmenecker Challenge, menjant un pes de 2,3 kg d'àpat de barbacoa al restaurant Jethro's de la zona de Des Moines. Ho va tornar a fer unes setmanes més tard, i el gener de 2013 ho va fer per tercera vegada.
A principis del 2014, Schuyler va superar les 72 unces (2.0 kg) en un rècord mundial de menjar un bistec, havent-lo menjat en 2 minuts i 44 segons al Sayler's Old Country Kitchen de Portland, Oregon. Schuyler té un rècord similar el maig de 2014 al Big Texan Steak Ranch d'⁣Amarillo, menjant 72 unces (2.0 kg) bistec amb guarnicions en 4 minuts i 58 segons i tornant per a un altre àpat (amb un temps total de 14 minuts i 57 segons per a tots dos àpats).
El gener de 2014, va guanyar el Wing Bowl 22 a Filadèlfia, Pennsilvània. Va menjar 363 ales, un rècord del Wing Bowl. L'endemà, 1 de febrer de 2014, va guanyar l'IHOP Pancake Bowl, a més de guanyar el concurs de menjar bacó al Blue Ribbon Bacon Festival de Des Moines menjant 2,3 kg de bacó en 3 minuts. Poc després va completar l'Adam Emmenecker Challenge el diumenge 2 de febrer de 2014.
El juliol de 2014, es va convertir en la primera dona a guanyar el concurs de menjar hamburgueses Independence de Z-Burger a Washington D. C., menjant 26 hamburgueses en 10 minuts. Va guanyar per novena vegada el juliol de 2023.
El març de 2015, va establir un rècord mundial menjant un entrepà de dos quilos i mig de tater tots en 2 minuts i 55 segons. Aquell mateix mes va establir un altre rècord mundial menjant dos quilos i mig de cansalada en 5 minuts i 2,1 segons.
L'abril de 2015, va tornar a Big Texan Steak Ranch i va menjar tres hamburgueses de 72 unces de carn per sopar en tan sols en 20 minuts. Va completar el primer àpat en un temps rècord de 4 minuts i 18 segons, superant el seu propi rècord (i el del restaurant) per 40 segons. El mateix mes, també va menjar 55 unces (1,6 kg) d'Andy's Hamburger en 2 minuts i 12 segons a Mount Olive, Carolina del Nord.
El juliol de 2015, Schuyler va guanyar el concurs de menjar corndogs a la Fira Estatal de Califòrnia a Sacramento, Califòrnia, menjant-se 33 corndogs en vuit minuts. També va establir un nou rècord a Austin, Minnesota, pel "Tendermaid Challenge" per consumir 30 hamburgueses, 225 ml d'aigua, una bossa de patates fregides i una beguda malta en menys de 30 minuts.
El setembre de 2015, Schuyler va aconseguir el primer premi al concurs de menjar dumplings del Dumpling Festival de la ciutat de Nova York menjant 93 dumplings en dos minuts, superant el seu propi rècord del 2013 de 90 dumplings en dos minuts. Actualment, té el rècord tant en la categoria masculina com en la femenina.
L'11 de febrer de 2017, Schuyler i Tony Mitchell es van unir per a The Don, una pizza de 32 polzades a Mamma Mia's a Rockford, Illinois. Van completar el repte en 15 minuts.
El juny de 2017, Molly va visitar Wards House of Prime a Milwaukee, Wisconsin, i va menjar 10,2 kg de la famosa costella Ward's Famous Prime Rib en 90 minuts.
Molly Schuyler va ser nomenada guanyadora de l'episodi del 27 de juliol de 2017 del reviscut The Gong Show de l'ABC. La seva actuació va consistir a menjar-se sis grans envasos de xarcuteria plens de formatge cottage en menys de 90 segons.
El febrer de 2018, va guanyar el Wing Bowl 26 a Filadèlfia, Pennsilvània. Va menjar 501 ales, un rècord del Wing Bowl.
Schuyler va completar un doble Chubby's Avalanche Challenge al Chubby's Southern Barbecue d'⁣Emmitsburg, Maryland, el 17 d'agost de 2019. Cada hamburguesa Avalanche inclou vuit hamburgueses de mitja lliura, cadascuna amb dues llesques de formatge americà, vuit salsitxes de Louisiana, enciam i tomàquet; per completar el doble repte, va menjar dues hamburgueses Avalanche (uns 7,5 kg de menjar) en 29 minuts i 1 segon.
Es calcula que des dels seus inicis com a menjadora competitiva l'any 2012 ha superat més de 650 desafiaments amb èxit.

## Vida personal
Anteriorment de Montevideo, Minnesota, actualment viu a Harwood, Maryland. Està casada i té quatre fills.